# Phedina
Genre
Le genre Phedina comprend 1 espèces d'hirondelles vivant en Afrique subsaharienne.

## Liste des espèces
D'après la classification de référence du Congrès ornithologique international (ordre phylogénique) :
- Phedina borbonica (J. F. Gmelin, 1789) — Hirondelle des Mascareignes